# Piebaldismo
Piebaldismo ou Albinismo Parcial é uma síndrome autossômica dominante e rara que produz áreas de despigmentação devido à ausência de melanócitos em certas áreas da pele e do cabelo.
Foi documentado que o piebaldismo ocorre em todas as raças e é encontrado em quase todas as espécies de mamíferos. A condição é muito comum em ratos, coelhos, cães, ovelhas, veados, bovinos e cavalos - onde a reprodução seletiva aumentou a incidência da mutação - mas ocorre entre chimpanzés e outros primatas tão raramente quanto entre humanos. O piebaldismo não está relacionado a condições como vitiligo ou poliose.
Nos humanos, o distúrbio genético foi encontrado no gene KIT (localizado no cromossomo 4q12), que codifica um receptor celular com atividade tirosina quinase (Receptor tirosina quinase | RTK), que afeta a diferenciação e migração de melanoblastos para a epiderme, onde eles se tornam melanócitos para produzir a cor característica da pele.
Essa síndrome é caracterizada por produzir um fenótipo de manchas de pele branca (leucodermia) e cabelos brancos, geralmente em regiões do tronco ou da face e, mais freqüentemente, na testa. Geralmente, essas manchas ou tufos amelatônicos (incolores) são os únicos achados visíveis da síndrome. Essa condição, produzida por uma variação genética, também pode gerar outros tipos de alterações no organismo, como esterilidade, ou anemia, ou variações no desenvolvimento dos neurônios, do intestino ou do ouvido.